# Goldstar Sogi FC
Goldstar Sogi là một câu lạc bộ bóng đá Samoa đến từ Sogi. Hiện tại đội bóng đang thi đấu ở Samoa National League.

## Lịch sử
Ghi nhận đầu tiên về Goldstar thi đấu ở Samoan National League là ở mùa giải 1999, nơi mà họ giành vị trí Á quân ở vòng loại nhóm phía Nam để vào giải đấu chung kết Champion of Champions sau Moata'a. Đội bóng kết thúc ở vị trí thứ 2, chỉ thua một lần sau đội vô địch Moata'a. Đội bóng cũng đoạt chức Á quân vào mùa giải sau đó, đánh bại đội bóng U-20 Samoa, đội xếp thứ 2 nhưng thua Titavi, là một đội tài năng rất gần với đội tuyển quốc gia.
Goldstar làm tốt hơn ở mùa giải 2001, và đó là chức vô địch quốc gia duy nhất của họ, going undefeated throughout the whole season to win the league by two points from Strickland Brothers Lepea. Đội bóng không thể bảo vệ danh hiệu vô địch mùa giải tiếp theo, thiếu 2 điểm và chỉ thua duy nhất 1 trận trước đội sau này vô địch là Strickland Brothers Lepea. Mùa giải 2003 là sự lặp lại của mùa giải 2002 đối với Goldstar, vẫn chỉ giành vị thứ Á quân sau Strickland Brothers và cũng chỉ thua mỗi đội bóng này.
Năm 2004, Goldstar kết thúc ở vị trí thứ 3, khi mà trong 3 mùa giải liên tiếp đều bị đánh bại bởi nhà vô địch Strickland Brothers và tiếp đó là đội xếp thứ 2 Lupe ole Soaga. Vị thứ cuối cùng trong mùa giải 2005 không rõ, mặc dù có tin rằng đội dẫn đầu giải đấu sau 3 vòng, chỉ bắt đầu tụt hạng từ vòng 4 đến vòng 9. Vị thứ chung cuộc cũng không rõ trong 3 mùa giải tiếp theo. Ở mùa giải 2009–10, đội xếp thứ 4 trước Apia Youth nhưng sau Kiwi với 38 điểm, thắng 11 hòa 5 trong 20 trận. Màn trình diễn của đội chùng xuống nhẹ khi ở mùa giải tiếp theo xếp thứ 6, trước Moata'a, nhưng sau Central United với 22 điểm, thắng 6 hòa 4 trong 18 trận. Không có thông tin về thành tích của đội trong mùa giải tiếp theo, nhưng ở mùa giải 2012–13 đội xếp thứ 2 từ dưới lên, trong đó có trận thua 27–3 trước Moaula khi đội đưa vào sân đội hình 7 người đã bị suy yếu.

## Danh hiệu
Samoa National League:
- Vô địch: 1 – 2001
- Á quân: 4 – 1999, 2000, 2002, 2003

## Đội hình thi đấu
Tính đến mùa giải 2012–13:
Ghi chú: Quốc kỳ chỉ đội tuyển quốc gia được xác định rõ trong điều lệ tư cách FIFA. Các cầu thủ có thể giữ hơn một quốc tịch ngoài FIFA.
| Số | VT | Quốc gia | Cầu thủ         |
| -- | -- | -------- | --------------- |
| 1  | HV | Samoa    | Andrew Setefano |
| 2  | HV | Samoa    | Kiwi Timo       |
| 3  | TV | Samoa    | Peniamina Timo  |
| 4  | TV | Samoa    | Edwin Tyrell    |
| 5  | TV | Samoa    | Fauivi Ugapo    |